# Maurice Couve de Murville
Maurice Couve de Murville (20. ledna 1907 Remeš – 24. prosince 1999 Paříž) byl francouzský politik, představitel gaullismu. V letech 1968–1969, v éře prezidenta Charlese de Gaulla, byl premiérem Francie. Zastával i další vládní funkce: ministr zahraničních věcí (1958–1968) a ministr financí (1968). Před začátkem politické kariéry byl diplomatem, byl francouzským velvyslancem v Egyptě (1950–1954), v NATO (1954–1955), v USA (1955–1956) a v Německu (1956–1958).

## Vyznamenání
- komandér Řádu čestné legie – Francie, 1954
- velkokříž Řádu zásluh o Italskou republiku – Itálie, 16. června 1959[1]
- rytíř velkokříže Řádu Isabely Katolické – Španělsko, 19. října 1959[2]
- velkokříž Řádu Kristova – Portugalsko, 24. listopadu 1960[3]
- velkokříž Řádu znovuzrozeného Polska – Polsko, 1967[4]
- velkokříž Řádu prince Jindřicha – Portugalsko, 21. října 1975[3]
- velkodůstojník Řádu čestné legie – Francie, 31. prosince 1996[5]
- Bavorský řád za zásluhy – Bavorsko[6]
- velkokříž Národního řádu Beninu – Benin
- velkodůstojník Národního řádu Čadu – Čad
- velkokříž Národního řádu za zásluhy – Francie
- velkodůstojník Řádu rovníkové hvězdy – Gabon
- velkodůstojník Řádu Ouissam Alaouite – Maroko
- velkodůstojník Národního řádu za zásluhy – Mauritánie
- velkodůstojník Národního řádu lva – Senegal
- velkokříž Řádu za zásluhy – Středoafrická republika
- velkodůstojník Řádu Mono – Togo
- velkostuha Řádu republiky – Tunisko
- Řád Francisque – Francie